# رامون اردیا
 رامون اردیا (اسپانیایی: Ramón Heredia‎؛ زادهٔ ۲۶ فوریهٔ ۱۹۵۱) یک بازیکن فوتبال اهل آرژانتین است.

## تیم ملی
وی همچنین در تیم ملی فوتبال آرژانتین بازی کرده‌است.